# 科伊 (密蘇里州)
科伊（英語：Coy）是位於美國密蘇里州麥克唐納縣的非建制地區。

## 歷史
科伊的郵局於1886年設立，其後於1903年停運。

## 地理
科伊所處的海拔為高於海平面288米（即945英呎），而該地所採用的時區為UTC-6，即北美中部時區（CST）。同時該地設有夏令時間，為UTC-6調快一小時，即UTC-5（CDT）。